# Serano Seymor
Serano Seymor (Vlaardingen, 4 de enero de 2002) es un futbolista neerlandés que juega de defensa en el Khor Fakkan Club de la UAE Pro League.

## Trayectoria
El director de la Academia, Marco van Lochem, lo descubrió jugando en las categorías inferiores del VFC Vlaardingen y lo incorporó a la plantilla del Excelsior Róterdam. Firmó su contrato profesional en el verano de 2022. Debutó en la Eerste Divisie con el Excelsior contra el TOP Oss el 6 de agosto de 2021.
Debutó en la Eredivisie con el Excelsior el 12 de agosto de 2022 contra el SC Cambuur Leeuwarden en el Cambuur Stadion en una victoria por 2-0.

## Estadísticas

### Clubes
Actualizado al último partido disputado el 8 de noviembre de 2024.
| Club                              | Div.          | Temporada     | Liga  | Liga  | Copas nacionales | Copas nacionales | Copas internacionales | Copas internacionales | Total | Total |
| Club                              | Div.          | Temporada     | Part. | Goles | Part.            | Goles            | Part.                 | Goles                 | Part. | Goles |
| --------------------------------- | ------------- | ------------- | ----- | ----- | ---------------- | ---------------- | --------------------- | --------------------- | ----- | ----- |
| Excelsior Róterdam · Países Bajos | 2.ª           | 2021-22       | 6     | 0     | 0                | 0                | ―                     | ―                     | 6     | 0     |
| Excelsior Róterdam · Países Bajos | 1.ª           | 2022-23       | 21    | 1     | 2                | 0                | ―                     | ―                     | 23    | 1     |
| Excelsior Róterdam · Países Bajos | 1.ª           | 2023-24       | 9     | 0     | 0                | 0                | —                     | —                     | 0     | 0     |
| Excelsior Róterdam · Países Bajos | 2.ª           | 2024-25       | 9     | 0     | 1                | 0                | ―                     | ―                     | 10    | 0     |
| Excelsior Róterdam · Países Bajos | Total club    | Total club    | 45    | 1     | 3                | 0                | 0                     | 0                     | 48    | 1     |
| Total carrera                     | Total carrera | Total carrera | 45    | 1     | 3                | 0                | 0                     | 0                     | 48    | 1     |